# Scherma ai Giochi della XV Olimpiade - Sciabola individuale maschile
La competizione della Sciabola individuale maschile  di scherma ai Giochi della XV Olimpiade si tenne i giorni 31 luglio e 1º agosto 1952 ai campi da tennis di Espoo presso Helsinki.

## Risultati

### 1º Turno
Si è disputato il 31 luglio. Sette gruppi eliminatori i primi quattro classificati accedevano al secondo turno assieme ai tre schermidori delle squadre classificate ai primi quattro posti del torneo a squadre.
| Nazione     | Atleta                |
| ----------- | --------------------- |
| Francia     | Jacques Lefèvre       |
| Francia     | Jean Levavasseur      |
| Francia     | Jean-François Tournon |
| Ungheria    | Aladár Gerevich       |
| Ungheria    | Pál Kovács            |
| Ungheria    | Tibor Berczelly       |
| Italia      | Gastone Darè          |
| Italia      | Renzo Nostini         |
| Italia      | Vincenzo Pinton       |
| Stati Uniti | Allan Kwartler        |
| Stati Uniti | George Worth          |
| Stati Uniti | Joe de Capriles       |

| Pos. | Atleta            | Nazione   | Vittorie | Sconfitte | Stoccate contro |
| ---- | ----------------- | --------- | -------- | --------- | --------------- |
| 1    | Hubert Loisel     | Austria   | 6        | 1         | 20              |
| 2    | Leszek Suski      | Polonia   | 4        | 3         | 22              |
| 3    | Edgardo Pomini    | Argentina | 4        | 3         | 23              |
| 4    | Ion Santo         | Romania   | 4        | 3         | 25              |
| 5    | Ivan Ruben        | Danimarca | 3        | 4         | 25              |
| 7    | Olaf Sandner      | Venezuela | 2        | 5         | 32              |
| 6    | Umberto Menegalli | Svizzera  | 3        | 4         | 31              |
| 8    | Ivan Lund         | Australia | 2        | 5         | 33              |

| Pos. | Atleta            | Nazione       | Vittorie | Sconfitte | Stoccate contro |
| ---- | ----------------- | ------------- | -------- | --------- | --------------- |
| 1    | Wojciech Zabłocki | Polonia       | 6        | 1         | 20              |
| 2    | William Beatley   | Gran Bretagna | 5        | 2         | 21              |
| 3    | Willy Fascher     | Germania      | 5        | 2         | 25              |
| 4    | Werner Plattner   | Austria       | 4        | 3         | 22              |
| 5    | Estevão Molnar    | Brasile       | 4        | 3         | 23              |
| 6    | Karl Bach         | Saar          | 2        | 5         | 32              |
| 7    | Jock Gibson       | Australia     | 2        | 5         | 33              |
| 8    | João Pessanha     | Portogallo    | 0        | 7         | 35              |

| Pos. | Atleta              | Nazione   | Vittorie | Sconfitte | Stoccate contro |
| ---- | ------------------- | --------- | -------- | --------- | --------------- |
| 1    | José D'Andrea       | Argentina | 5        | 1         | 21              |
| 2    | Heinz Lechner       | Austria   | 4        | 2         | 19              |
| 3    | Antonio Haro        | Messico   | 4        | 2         | 19              |
| 4    | Adalbert Gurath Sr. | Romania   | 4        | 2         | 21              |
| 5    | Hans Esser          | Germania  | 3        | 3         | 25              |
| 6    | Farid Abou-Shadi    | Egitto    | 1        | 5         | 28              |
| 7    | Roland Asselin      | Canada    | 0        | 6         | 30              |

| Pos. | Atleta            | Nazione          | Vittorie | Sconfitte | Stoccate contro |
| ---- | ----------------- | ---------------- | -------- | --------- | --------------- |
| 1    | François Heywaert | Belgio           | 5        | 1         | 14              |
| 2    | Ivan Manayenko    | Unione Sovietica | 5        | 1         | 15              |
| 3    | Jerzy Pawłowski   | Polonia          | 5        | 1         | 22              |
| 4    | Raimondo Carnera  | Danimarca        | 3        | 4         | 26              |
| 5    | Ernst Rau         | Saar             | 3        | 4         | 26              |
| 6    | John Fethers      | Australia        | 2        | 6         | 28              |
| 7    | Rafael Cámara     | Messico          | 2        | 5         | 32              |
| 8    | Gustavo Gutiérrez | Venezuela        | 1        | 5         | 29              |

| Pos. | Atleta           | Nazione          | Vittorie | Sconfitte | Stoccate contro |
| ---- | ---------------- | ---------------- | -------- | --------- | --------------- |
| 1    | Gustave Balister | Belgio           | 4        | 2         | 16              |
| 2    | Boris Belyakov   | Unione Sovietica | 4        | 1         | 17              |
| 3    | Bob Anderson     | Gran Bretagna    | 4        | 2         | 20              |
| 4    | Daniel Sande     | Argentina        | 3        | 3         | 26              |
| 5    | Benito Ramos     | Messico          | 2        | 4         | 23              |
| 6    | Alfred Eriksen   | Norvegia         | 2        | 4         | 26              |
| 7    | José Ferreira    | Portogallo       | 1        | 4         | 24              |

| Pos. | Atleta                | Nazione   | Vittorie | Sconfitte | Stoccate contro |
| ---- | --------------------- | --------- | -------- | --------- | --------------- |
| 1    | Ilie Tudor            | Romania   | 5        | 1         | 17              |
| 2    | Marcel Van Der Auwera | Belgio    | 5        | 2         | 18              |
| 3    | Henry Nordin          | Svezia    | 5        | 2         | 23              |
| 4    | Jules Amez-Droz       | Svizzera  | 4        | 3         | 25              |
| 5    | Richard Liebscher     | Germania  | 4        | 3         | 26              |
| 6    | Edmundo López         | Venezuela | 1        | 6         | 33              |
| 7    | Eduardo López         | Guatemala | 1        | 5         | 17              |
| 8    | Günther Knödler       | Saar      | 1        | 4         | 23              |

| Pos. | Atleta                 | Nazione          | Vittorie | Sconfitte | Stoccate contro |
| ---- | ---------------------- | ---------------- | -------- | --------- | --------------- |
| 1    | Palle Frey             | Danimarca        | 6        | 0         | 12              |
| 2    | Otto Greter            | Svizzera         | 5        | 2         | 22              |
| 3    | Lev Kuznecov           | Unione Sovietica | 5        | 1         | 11              |
| 4    | Fathallah Abdel Rahman | Egitto           | 4        | 3         | 25              |
| 5    | Bo Knud Arvid Eriksson | Svezia           | 4        | 3         | 25              |
| 6    | Álvaro Silva           | Portogallo       | 2        | 5         | 29              |
| 7    | Shinichi Maki          | Giappone         | 0        | 6         | 30              |
| 8    | Olgierd Porebski       | Gran Bretagna    | 0        | 6         | 30              |

### 2º Turno
Si è disputato il 31 luglio. Cinque gruppi eliminatori i primi quattro classificati accedevano alle semifinali.
| Pos. | Atleta          | Nazione          | Vittorie | Sconfitte | Stoccate contro |
| ---- | --------------- | ---------------- | -------- | --------- | --------------- |
| 1    | Aladár Gerevich | Ungheria         | 6        | 1         | 12              |
| 2    | Leszek Suski    | Polonia          | 5        | 2         | 20              |
| 3    | Ivan Manayenko  | Unione Sovietica | 5        | 2         | 22              |
| 4    | Renzo Nostini   | Italia           | 4        | 3         | 24              |
| 5    | Palle Frey      | Danimarca        | 3        | 4         | 25              |
| 6    | Antonio Haro    | Messico          | 3        | 4         | 29              |
| 7    | José D'Andrea   | Argentina        | 1        | 6         | 32              |
| 8    | Allan Kwartler  | Stati Uniti      | 1        | 6         | 34              |

| Pos. | Atleta              | Nazione          | Vittorie | Sconfitte | Stoccate contro |
| ---- | ------------------- | ---------------- | -------- | --------- | --------------- |
| 1    | Pál Kovács          | Ungheria         | 6        | 0         | 14              |
| 2    | Werner Plattner     | Austria          | 5        | 1         |                 |
| 3    | Gustave Balister    | Belgio           | 4        | 3         | 22              |
| 4    | Adalbert Gurath Sr. | Romania          | 4        | 3         | 30              |
| 5    | George Worth        | Stati Uniti      | 3        | 4         | 27              |
| 6    | Lev Kuznecov        | Unione Sovietica | 3        | 4         | 27              |
| 7    | Wojciech Zabłocki   | Polonia          | 2        | 5         | 30              |
| 8    | Edgardo Pomini      | Argentina        | 0        | 7         | 35              |

| Pos. | Atleta                | Nazione          | Vittorie | Sconfitte | Stoccate contro |
| ---- | --------------------- | ---------------- | -------- | --------- | --------------- |
| 1    | Tibor Berczelly       | Ungheria         | 5        | 2         | 20              |
| 2    | Heinz Lechner         | Austria          | 5        | 2         | 21              |
| 3    | Ilie Tudor            | Romania          | 5        | 2         | 23              |
| 4    | François Heywaert     | Belgio           | 4        | 3         | 25              |
| 5    | Boris Belyakov        | Unione Sovietica | 3        | 4         | 26              |
| 6    | Jean-François Tournon | Francia          | 3        | 4         | 31              |
| 7    | Otto Greter           | Svizzera         | 2        | 5         | 33              |
| 8    | Raimondo Carnera      | Danimarca        | 1        | 6         | 34              |

| Pos. | Atleta                | Nazione       | Vittorie | Sconfitte | Stoccate contro |
| ---- | --------------------- | ------------- | -------- | --------- | --------------- |
| 1    | Vincenzo Pinton       | Italia        | 5        | 1         | 14              |
| 2    | Jean Levavasseur      | Francia       | 5        | 1         | 15              |
| 3    | Joe de Capriles       | Stati Uniti   | 5        | 1         | 17              |
| 4    | Daniel Sande          | Argentina     | 5        | 2         | 23              |
| 5    | Marcel Van Der Auwera | Belgio        | 3        | 3         | 22              |
| 6    | William Beatley       | Gran Bretagna | 2        | 5         | 24              |
| 7    | Ion Santo             | Romania       | 0        | 6         | 30              |
| 8    | Willy Fascher         | Germania      | 0        | 6         | 30              |

| Pos. | Atleta                 | Nazione       | Vittorie | Sconfitte | Stoccate contro |
| ---- | ---------------------- | ------------- | -------- | --------- | --------------- |
| 1    | Jacques Lefèvre        | Francia       | 5        | 0         | 1               |
| 2    | Gastone Darè           | Italia        | 4        | 2         | 18              |
| 3    | Jerzy Pawłowski        | Polonia       | 4        | 2         | 21              |
| 4    | Hubert Loisel          | Austria       | 4        | 1         | 17              |
| 5    | Fathallah Abdel Rahman | Egitto        | 2        | 4         | 26              |
| 6    | Henry Nordin           | Svezia        | 2        | 4         | 26              |
| 7    | Bob Anderson           | Gran Bretagna | 1        | 4         | 21              |
| 8    | Jules Amez-Droz        | Svizzera      | 0        | 5         | 25              |

### Semifinali
Si sono disputate il 1º agosto. Tre gruppi eliminatori i primi tre classificati accedevano al girone finale.
| Pos. | Atleta          | Nazione          | Vittorie | Sconfitte | Stoccate contro |
| ---- | --------------- | ---------------- | -------- | --------- | --------------- |
| 1    | Aladár Gerevich | Ungheria         | 4        | 1         | 13              |
| 2    | Gastone Darè    | Italia           | 4        | 1         | 14              |
| 3    | Heinz Lechner   | Austria          | 4        | 1         | 17              |
| 4    | Daniel Sande    | Argentina        | 2        | 3         | 20              |
| 5    | Ivan Manayenko  | Unione Sovietica | 2        | 3         | 22              |
| 6    | Joe de Capriles | Stati Uniti      | 2        | 4         | 24              |
| 7    | Ilie Tudor      | Romania          | 0        | 5         | 25              |

| Pos. | Atleta           | Nazione  | Vittorie | Sconfitte | Stoccate contro |
| ---- | ---------------- | -------- | -------- | --------- | --------------- |
| 1    | Pál Kovács       | Ungheria | 5        | 0         | 6               |
| 2    | Vincenzo Pinton  | Italia   | 4        | 1         | 16              |
| 3    | Gustave Balister | Belgio   | 2        | 3         | 21              |
| 4    | Hubert Loisel    | Austria  | 2        | 3         | 20              |
| 5    | Jean Levavasseur | Francia  | 1        | 4         | 22              |
| 6    | Jerzy Pawłowski  | Polonia  | 1        | 4         | 24              |

| Pos. | Atleta              | Nazione  | Vittorie | Sconfitte | Stoccate contro |
| ---- | ------------------- | -------- | -------- | --------- | --------------- |
| 1    | Jacques Lefèvre     | Francia  | 4        | 1         | 12              |
| 2    | Werner Plattner     | Austria  | 3        | 1         | 14              |
| 3    | Tibor Berczelly     | Ungheria | 3        | 2         | 17              |
| 4    | Adalbert Gurath Sr. | Romania  | 2        | 3         | 18              |
| 5    | Leszek Suski        | Polonia  | 1        | 3         | 18              |
| 6    | François Heywaert   | Belgio   | 1        | 4         | 22              |
| Rit. | Renzo Nostini       | Italia   |          |           |                 |

### Girone Finale
Si è disputato il 1º agosto.
| Pos.    | Atleta           | Nazione  | Vittorie | Sconfitte | Stoccate contro |
| ------- | ---------------- | -------- | -------- | --------- | --------------- |
| Oro     | Pál Kovács       | Ungheria | 8        | 0         | 19              |
| Argento | Aladár Gerevich  | Ungheria | 7        | 1         | 16              |
| Bronzo  | Tibor Berczelly  | Ungheria | 5        | 3         | 22              |
| 4       | Gastone Darè     | Italia   | 5        | 3         | 27              |
| 5       | Werner Plattner  | Austria  | 4        | 4         | 34              |
| 6       | Jacques Lefèvre  | Francia  | 3        | 5         | 25              |
| 7       | Vincenzo Pinton  | Italia   | 2        | 6         | 32              |
| 8       | Heinz Lechner    | Austria  | 2        | 6         | 35              |
| 9       | Gustave Balister | Belgio   | 0        | 8         | 40              |